# 不動峠
不動峠（ふどうとうげ）は、茨城県石岡市と同つくば市の境にある標高294mの峠。筑波連山に掛かる峠の一つで、筑波山の南東に位置する。筑波連山を東西に横断する茨城県道138号石岡つくば線の上を筑波連山の稜線を縦走する表筑波スカイラインが立体交差している。首都圏の自転車愛好家たちに人気があり、週末はヒルクライムを楽しむ人たちで賑わう。

## 由来

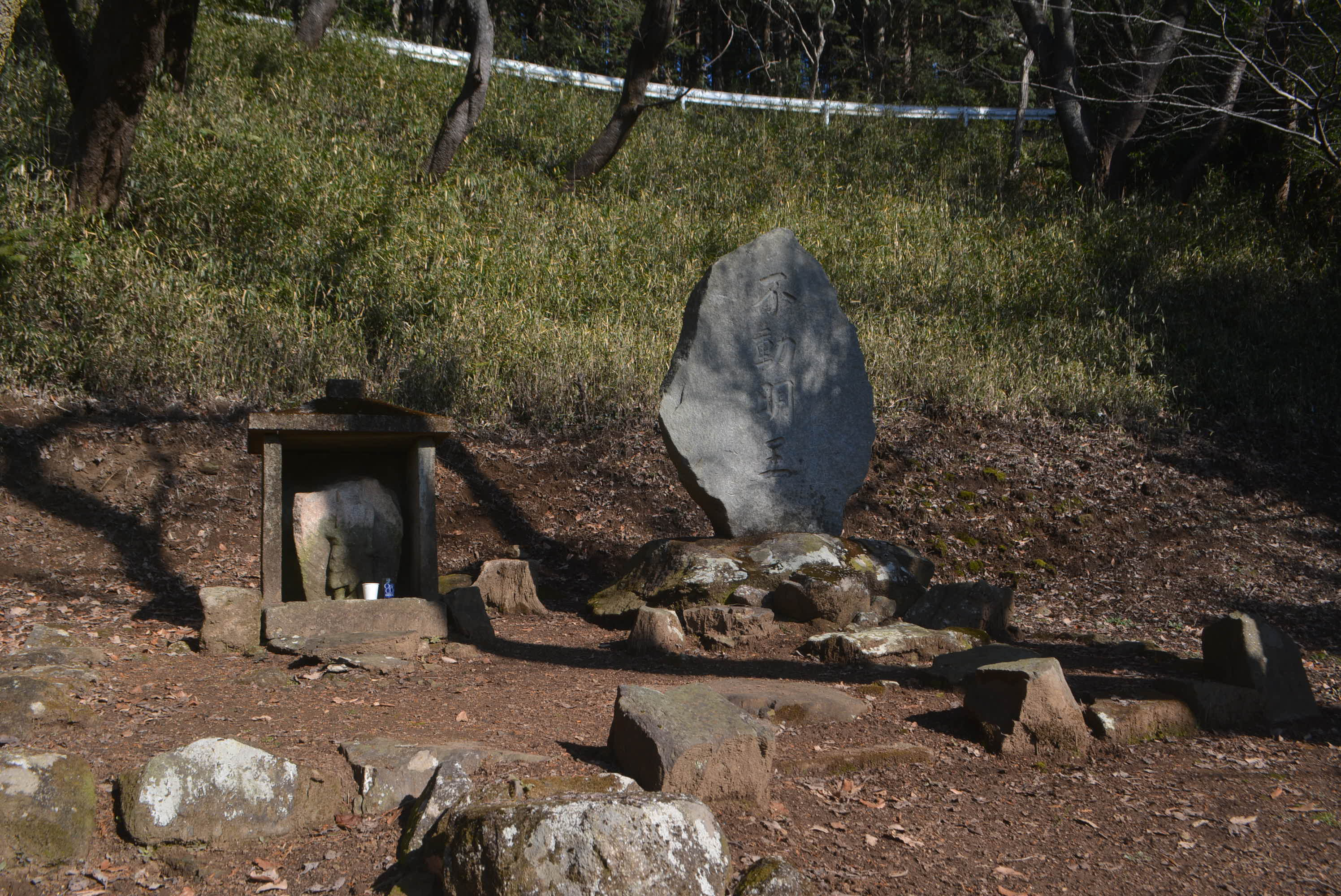
峠のつくば市側の下方にある不動明王（左）

ガードレール下に峠の名前の由来となった不動明王が祀られている。

## 歴史

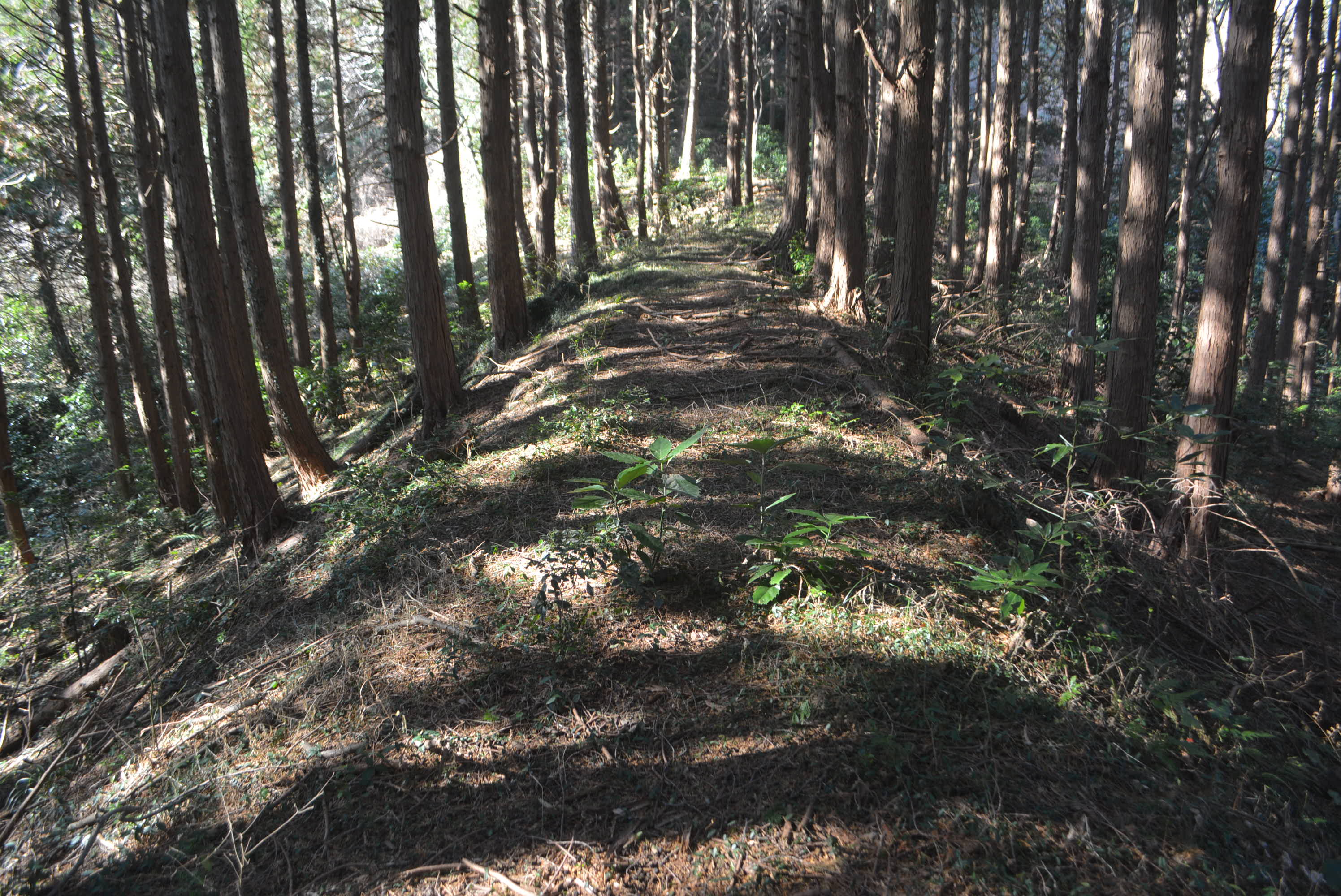
峠の石岡市側の旧道

- 1890年（明治23年） 不動坂を開さくして、筑波郡北条町と新治郡小桜村を結ぶ道路の新設運動起こる。12月知事あてに陳情。この両地を結ぶ経路は人馬の通行も困難であったが、「石岡町や柿岡村より北条町を経て下館宗道水海道三堀河岸に達する便路であり、水戸及び磯ノ浜地方より本県西部ヘ一直線に運輸の便を得る、将来県道に」という趣旨が述べれている。[1]
- 1892年（明治25年） 前年の建議書の提出に続き、地元九町村長が請願書を県に提出。12月に県道として承認され、着工。[2]